# Устиновский район (Кировоградская область)
Усти́новский райо́н (укр. Устинівський район) — упразднённая административная единица Кировоградской области Украины.
Административный центр — посёлок городского типа Устиновка.

## История
Образован в 1923 году на территории бывших Антоновской, Берёзовской, Израилевской и Устиновской волостей Елисаветградского уезда и вошёл в состав Елисаветградского округа Одесской губернии. В 1932 году район вошёл в состав новообразованной Одесской области. Постановлением ЦИК СССР от 22 сентября 1937 года Устиновский район из состава Одесской области был выделен в состав Николаевской области Украинской ССР. Указом Президиума Верховного Совета СССР от 10 января 1939 года Устиновский район включён в состав образованной этим же указом Кировоградской области в составе Украинской ССР.
30 декабря 1962 года район был упразднён, его территория была разделена между Долинским и Бобринецким районами. Восстановлен 8 декабря 1966 года. 17 июля 2020 года в результате административно-территориальной реформы район вошёл в состав Кропивницкого района, на его территории сформирована Устиновская поселковая община.

## Состав района
На момент упразднения в состав района входили следующие населённые пункты:
- Устиновский поселковый совет:
  - Устиновка
- Александровский сельский совет:
  - Александровка
  - Козловское
- Анно-Леонтовичевский сельский совет:
  - Анно-Леонтовичево
  - Малая Анновка
  - Новочигиринка
- Анно-Требиновский сельский совет:
  - Анно-Требиновка
  - Константиновка
- Берёзовский сельский совет:
  - Берёзовка
- Брусовский сельский совет:
  - Брусовка
- Димитровский сельский совет:
  - Марьяновка
  - Новоигоревка
  - Третье
  - Тырлова Балка
- Докучаевский сельский совет:
  - Докучаево
  - Мальчевское
  - Медовое
- Жовтневый сельский совет:
  - Лебединое
  - Новокиевка
- Ингульский сельский совет:
  - Завтурово
  - Ингульское
  - Любовичка
  - Медвежья Балка
- Криничеватский сельский совет:
  - Березоватка
  - Криничеватка
- Криничненский сельский совет:
  - Криничное
  - Наримановка
  - Новоустиновка
  - Садки
- Седневский сельский совет:
  - Переможное
  - Седневка
  - Селиваново
- Солнцевский сельский совет:
  - Солнцево
- Степановский сельский совет:
  - Орлова Балка
  - Степановка
  - Степовое